# Arctoa, a Journal of Bryology
Arctoa, a Journal of Bryology (abreviado Arctoa) es una revista con ilustraciones y descripciones botánicas que es editada en Moscú por la  Academia de Ciencias de Rusia desde el año 1992.